# 珊瑚蟹守螺
珊瑚蟹守螺（学名：Clypeomorus coralia），是中腹足目蟹守螺科Clypeomorus属的一种。主要分布于台湾，常栖在潮间带岩礁。